# Scaphosepalum redderianum
Scaphosepalum redderianum är en orkidéart som beskrevs av Carlyle August Luer och Sijm. Scaphosepalum redderianum ingår i släktet Scaphosepalum och familjen orkidéer.
Artens utbredningsområde är Ecuador. Inga underarter finns listade i Catalogue of Life.